# Goniophyto honshuensis
Goniophyto honshuensis är en tvåvingeart som beskrevs av Boris Borisovitsch Rohdendorf 1962. Goniophyto honshuensis ingår i släktet Goniophyto och familjen köttflugor. Inga underarter finns listade i Catalogue of Life.